# リーディングロー
リーディングロー（英：Reading law）とは主に英米法圏において大学のロースクール等における正式な法学教育を受けずに法律事務所における実務経験を経て法曹資格を取得することである。

## 米国における歴史
英領アメリカにおいては同時代のイギリス本国と同じく体系的な法学教育を行う機関は1773年のリッチフィールドロースクール建学まで存在しなかった。アメリカ革命後の数年間においてウィリアム・アンド・メアリー大学やペンシルバニア大学が法学教授職を設置したがこれは全学において一名だけ置かれるものであり、従前の徒弟制による法曹養成を代替するものではなかった。19世紀末までにいくつかのロースクールが存在したものの、ほとんどの法曹志望者はこれに入学せず、経験を積んだ法曹の下で徒弟制的な指導を受けて法的な素養を身に着けることが一般的であった。これらの法曹志望者はイングランドの権威ある法学者が著した教科書を読むことによって法律学を独習した。
当時の法曹志願者が独習する慣行はリンカーンがある若者に語った次の言葉によっても裏付けられる
もし君が完全に法律家として自己確立したいならば、事は半ば終わっている。勉強を人と一緒にするかどうかは問題ではない。私は人と一緒に勉強したことはない。本を買い、自分のやりかたで勉強すればよく、それが本質である。大きな街で勉強するかどうか重要ではない。私はニュー・サレムという人口が300人に満たない街でそれをやった。本とそれを理解する君の能力はどこにいようが変わらない。君が成功する方法は他人の行うそれよりも重要であることを常に念頭に置きなさい.
リーディングローは1890年代まで、アメリカで法曹になる標準的な方法であり続けた。1878年に設立されたアメリカ法曹協会が各州政府に運動した結果、ロースクールを修了しないと司法試験を受験できない州が増加するようになった。1941年に最高裁判事に任命されたジェームズ・F・バーンズは、リーディングローにより法曹資格を取得した（ロースクールのみならず大学在学歴もない）最後の最高裁判事となった。現代の米国各州においてはロースクールで法務博士課程を修了した者のみが司法試験を受験資格を有するのが原則であるが、2014年時点においてもカリフォルニア州、バーモント州、ワシントン州は法曹有資格者の指導の下リーディングローを行った者に司法試験受験資格を認めている。2013年にも全米で60名がリーディングローを経て法曹資格を取得した。

## リーディングローにより法曹資格を取得した主な人物
- アンドリュー・ジャクソン (1767–1845), frontier lawyer (1787–1796), 第7代アメリカ合衆国大統領 (1829–1837)
- エイブラハム・リンカーン (1809–1865), prairie lawyer, 第16代アメリカ合衆国大統領 (1861–1865),
- クラレンス・ダロウ (1857–1938), leading member of the American Civil Liberties Union
- カルビン・クーリッジ (1872–1933), country lawyer (1897–1916), Massachusetts State Legislator (1907-1908), Mayor of Northampton, Massachusetts (1910-1911), Massachusetts State Senator (1912-1915), President of the Massachusetts State Senate (1914-1915), Lt. Governor of Massachusetts (1916-1919), Governor of Massachusetts (1919-1921), U.S. Vice-President (1921-1923), 30th U.S. President (1923–1929)
- ロバート・ジャクソン (1892–1954)ロースクールを修了していない最後の米国最高裁判事　ニュルンベルク裁判主任検察官
- Sam Ervin (1896–1985), civil liberties advocate and Democratic U.S. Senator (1954–1974), and leading member of Congressional committees involved in discrediting McCarthy in 1954 and Nixon in 1974. (Ervin eventually graduated from Harvard Law School three years after being admitted to the bar, but still self-identified as "a simple country lawyer".)
- ストロム・サーモンド (1902–2003), Edgefield (South Carolina) Town and County Attorney (1930–1938), Circuit Judge, Governor of South Carolina (1947–1951), United States Senator (1956–2003), Presidential Candidate (1948).

### カナダ
- ジョン・A・マクドナルド (1815–1891), 初代首相 (1867–1873)
- ジョン・トンプソン (1845–1894), 第５代首相 (1892–1894)
- ロバート・ボーデン (1854–1937), 第９、１０代首相 (1911–1920)